# Gaby and the Guns
Gaby and the Guns är en svensk musikgrupp ursprungligen från Lund men numera boende i Malmö och Stockholm. 
Bandet bildades år 2007 av Gaby Ryd och Jens Almqvist och släppte sitt debutalbum Rygg mot Rygg år 2009 på skivbolaget National. I februari 2010 mottog Gaby and the Guns Nöjesguidens musikpris. I december samma år framförde bandet två låtar live i Musikhjälpen i P3 och SVT2. Den 4 april 2011 uppträdde de i TV4:s Nyhetsmorgon med två låtar från deras andra album, Bränner staden.  
I maj 2011 släppte bandet en livevideo till låten "Under stjärnorna", en duett med Gustaf Kjellvander (1980-2011) från The Fine Arts Showcase.

## Medlemmar
- Gaby Ryd, sång, piano
- Jens Almqvist, gitarr, bas
- David Calgaro, gitarr
- Fabian Ris Lundblad, trummor

## Diskografi

### Album
- 2009 - Rygg mot Rygg
- 2011 - Bränner staden
- 2014 - Hav & Horisont